# Robert Lucas, Jr.
Robert Emerson Lucas, Jr. (født 15. september 1937, død 15. maj 2023) var en amerikansk økonom. Han var professor ved University of Chicago og modtog Nobelprisen i økonomi i 1995.
Robert Lucas opfattes som en af de førende nyklassiske økonomer, som var skeptiske over for Keynes' teorier om, hvad der skaber konjunkturbevægelser. Lucas var en tidlig fortaler for, at det var nødvendigt for makroøkonomiske modeller at have et mikroøkonomisk fundament og lagde navn til Lucas-kritikken, der går ud på, at tilsyneladende empirisk stabile forhold i økonomien, f.eks. forholdet mellem inflation og ledighed, kan ændres som følge af ændringer i den økonomiske politik. Han er også kendt for sine undersøgelser af implikationerne af at antage rationelle forventninger, og det var netop dette arbejde, der var den officielle begrundelse for, at han fik Nobelprisen.
Sidst i 1980'erne var han med til at skabe opblomstringen af moderne, såkaldt endogen vækstteori med sit bidrag til den model for akkumulation af humankapital, som går under navnet Lucas-Uzawa-modellen. Endvidere er han kendt for Lucas-paradokset, der omhandler, hvorfor kapital ikke i højere grad flyder fra udviklede til udviklingslande.